# 天主教托坎廷斯的米拉塞马教区
天主教托坎廷斯的米拉塞馬教區（拉丁語：Dioecesis Miracemana Tocantinensis），是巴西一個天主教教區，位於托坎廷斯州中北部，屬帕爾馬斯總教區。
1966年10月11日設立米拉塞馬自治監督區，1981年8月4日升為教區。1989年10月4日易名至今。
2004年有教友136,701人，佔總人口74.0%。有十四個堂區、司鐸十五人。現任教區主教為斐理伯·E·R·達克曼斯。